# 穿孔球穗草
穿孔球穗草（学名：Hackelochloa porifera）为禾本科球穗草属下的一个种。